# Vézeronce-Curtin
Vézeronce-Curtin este o comună în departamentul Isère din sud-estul Franței. În 2009 avea o populație de 1.722 de locuitori.

## Evoluția populației
| An        | 1975 | 1982  | 1990  | 1999  | 2006  | 2009  |
| --------- | ---- | ----- | ----- | ----- | ----- | ----- |
| Populație | 837  | 1.208 | 1.320 | 1.509 | 1.634 | 1.722 |